# Chłopek (Masyw Śnieżnika)
Chłopek (niem. Bauerberg, Scholzkoppe, 784 m n.p.m.) – wzniesienie w południowo-zachodniej Polsce w Sudetach Wschodnich, w Masywie Śnieżnika – Krowiarkach.

## Położenie
Wzniesienie, położone w Sudetach Wschodnich, w północno-wschodniej części Masywu Śnieżnika, w grzbiecie Krowiarek odchodzącym ku północnemu wschodowi od Przełęczy Puchaczówka, około 2,8 km na południowy zachód od miasteczka Stronie Śląskie. Na południu, przez Przełęcz pod Chłopkiem łączy się z Wilczyńcem. Od Chłopka grzbiet biegnie ku północy 
a następnie, a w rejonie Kątów Bystrzyckich rozdziela się na trzy odnogi: krótkie ramię odchodzi ku zachodowi; najdłuższe i najbardziej rozległe ku północnemu zachodowi z kulminacją w Siniaku i odnogą z Kierzną; ku północnemu wschodowi przez Dworską Górę i Kuźnicze Góry.

## Budowa geologiczna
Wzniesienie o zróżnicowanej budowie geologicznej, zbudowane ze skał metamorficznych serii strońskiej, głównie łupków łyszczykowych, podrzędnie z łupków łyszczykowych z granatami, z wapieni krystalicznych (marmurów kalcytowych i dolomitowych). Na południowo-zachodnim zboczu, w pobliżu Przełęczy pod Chłopkiem znajdują się wyrobiska nieczynnego kamieniołomu marmurów.

## Roślinność
Wzniesienie porasta las mieszany regla dolnego z licznymi polanami zajętymi przez łąki.

## Turystyka
W okolicach szczytu prowadzą szlaki turystyczne:
- zielony – fragment szlaku prowadzący ze Stronia Śl.  na Przełęcz Puchaczówka i dalej, przechodzi przez Przełęcz pod Chłopkiem, na południe od szczytu.
- czerwony – fragment szlaku prowadzący ze Złotego Stoku przez Przełęcz Puchaczówka na Śnieżnik biegnie zachodnim zboczem.